# Békés Imre
Békés Imre (Budapest, 1930. október 31. – 2010. június 27.) magyar jogtudós, egyetemi tanár, az állam- és jogtudományok kandidátusa. Kutatási területe a gondatlanság a büntetőjogban, a bűncselekménytan és az emberi jogok a strasbourgi bíróság gyakorlatában. 1989-ben a Halálbüntetés-ellenes Liga egyik alapítója volt, emellett tanszékvezetőként helyet biztosított az ELTE büntetőjogi tanszékén. 1993 és 1999 között előbb az Emberi Jogok Európai Bizottsága tagja.

## Életpályája
1949-ben kezdte meg egyetemi tanulmányait a Pázmány Péter Tudományegyetem (1950-től Eötvös Loránd Tudományegyetem)  Állam- és Jogtudományi Karán, ahol 1953-ban szerzett jogi diplomát. Ennek megszerzése után előbb bírósági fogalmazóként helyezkedett el, később elnökségi titkár lett. 1954-ben az ELTE büntetőjogi tanszékén kapott egyetemi tanársegédi megbízást. 1961-ben adjunktus, 1972-ben egyetemi docens lett. 1982-ben megbízták a tanszék vezetésével. Ugyanekkor a kar tudományos és nemzetközi dékánhelyettesévé is választották. Tanszékvezetői tisztségét 2000-ig, dékánhelyettesi tisztségét 1988-ig töltötte be. 1989-ben tanszékvezetőként helyet biztosított az Ellenzéki Kerekasztal üléseinek. 1994-ben kapta meg egyetemi tanári kinevezését. 1995-ben megszervezte a Pázmány Péter Katolikus Egyetem büntetőjogi tanszékét, ahol párhuzamosan tanított egyetemi tanári beosztásban. 2000-ben professor emeritusi címet kapott.
1971-ben védte meg az állam- és jogtudományok kandidátusi értekezését. 1982-től a Nemzetközi Büntetőjogi Társaság magyar tagozatának elnökségi tagja volt. 1989-ben a Halálbüntetés-ellenes Liga egyik alapítója volt. 1993-ban a Emberi Jogok Európai Bizottsága első magyar tagjává választották, a testületnek 1999-ig volt tagja.

## Munkássága
Kutatási területe a gondatlanság a büntetőjogban, a bűncselekménytan és az emberi jogok a strasbourgi bíróság gyakorlatában volt.
Jelentős tankönyvszerzői tevékenysége, számos büntetőjog általános és különös részi tankönyv szerzője, szerkesztője volt. Több tanulmánya jelent meg a gondatlanság kérdéskörében, pontosítva anyagi jogi jelentőségét. 1989-ben, a Halálbüntetés-ellenes Liga egyik alapítójaként a halálbüntetés eltörlését eredményező alkotmánybírósági beadvány egyik szerzője volt. Ugyanebben az időszakban segítette az Ellenzéki Kerekasztal munkáját büntetőjogi kérdésekben.

## Díjai, elismerései
- Eötvös Loránd-emlékérem (1988)
- Szent-Györgyi Albert-díj (1999)
- a Magyar Köztársasági Érdemrend lovagkeresztje (2005)